# Rhodesiella manipurensis
Rhodesiella manipurensis är en tvåvingeart som beskrevs av Cherian 1977. Rhodesiella manipurensis ingår i släktet Rhodesiella och familjen fritflugor. Inga underarter finns listade i Catalogue of Life.